# AS Pikine
Der Association Sportive de Pikine, auch bekannt als AS Pikine, ist ein senegalesischer Sportverein mit Sitz in Pikine. Aktuell spielt der Verein in der höchsten Liga des Landes, der Senegal Premier League.

## Geschichte
Der Vorgängerverein wurde im Jahr 1921 gegründet und hieß Niayes-Pikine. Der moderne Verein wurde 1970 gegründet und war bis in die 2000er Jahre als ASC Niayes-Pikine bekannt. AS Pikine stieg 2009 in die Ligue 1 auf. In der Saison 2013/14 gewann der Verein zum ersten Mal die nationale Meisterschaft und den Pokal. 2015 nahm der Verein an der CAF Champions League teil, wo er in der ersten Runde an USM Algiers aus Algerien scheiterte.

## Erfolge
- Senegalesischer Meister: 2014
- Senegalesischer Pokalsieger: 2014
- Senegalesischer Ligapokalsieger: 2011

## Stadion
Der Verein trägt seine Heimspiele im Stade Alassane Djigo aus, das eine Kapazität von 10.000 hat.

## Bekannte ehemalige Spieler
- Pape Abou Cissé
- Ousmane Mané
- Christian Sagna